# Хатиби, Расул
Расул Хатиби (перс. رسول خطیبی‎; род. 22 сентября 1978, Тебриз) — иранский футболист, выступавший на позиции нападающего за национальную сборную Ирана и целый ряд клубов. По завершении игровой карьеры — футбольный тренер. Младший брат футбольного тренера Хоссейна Хатиби.

## Клубная карьера
Во взрослом футболе дебютировал в 1997 году выступлениями за команду клуба «Зоб Ахан», в котором провёл один сезон.
В течение 1998—1999 годов защищал цвета команды клуба «ПАС Тегеран».
Своей игрой за последнюю команду привлек внимание представителей тренерского штаба клуба «Гамбург», к составу которого присоединился в 1999 году. Отыграл за гамбургский клуб следующий сезон своей игровой карьеры.
В 2000 году вернулся в клуб «ПАС Тегеран». На этот раз провел в составе команды четыре сезона.
С 2004 по 2012 год играл в составе команд клубов «Эстегляль», «Сепахан», «Шарджа», «Эмирейтс», «Аль-Дафра», «Гостареш Фулад», «Трактор Сази» и «Машин Сази».
Завершил профессиональную игровую карьеру в клубе «Гостареш Фулад», в составе которого уже выступал ранее. Пришел в команду в 2012 году, защищал её цвета до прекращения выступлений на профессиональном уровне до 2014 года. После окончания карьеры — футбольный тренер.

## Карьера в сборной
В 1999 году дебютировал в официальных матчах в составе национальной сборной Ирана. В течение карьеры в национальной команде, которая длилась 10 лет, провел в форме главной команды страны 27 матчей, забив 5 голов.
В составе сборной был участником чемпионата мира 2006 года в Германии и кубка Азии по футболу 2007 года в четырёх странах сразу.

## Достижения
ПАС Тегеран
- Чемпион Иранской Про-лиги: 1997/98

«Эстегляль»
- Чемпион Иранской Про-лиги: 1999/00
- Обладатель Кубка Хазфи: 1999/00

«Сепахан»
- Обладатель Кубка Хазфи (2): 2003/04, 2005/06

«Гостареш Фулад»
- Обладатель Кубка Хазфи: 2009/10